# Процесс Липмана

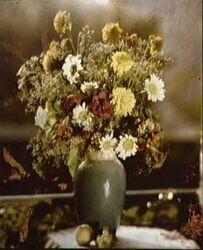
Цветной снимок, сделанный методом Липпмана

Процесс Лип(п)мана (другое название интерференционная гелиохромия) — технология цветной фотографии, основанная на прямой регистрации спектрального состава излучения. Для этого фиксируется картина распределения стоячих волн, образующихся в толстой фотоэмульсии в результате интерференции света. Первый цветной снимок был получен Габриэлем Липпманом с помощью этого процесса в 1891 году, а годом позднее результаты успешных опытов продемонстрированы в Парижской академии наук.

## Физический принцип
В отличие от обычных цветных процессов, основанных на трёхцветной теории Максвелла, в процессе Липпмана не требуется цветоделение и обратный синтез цвета из трёх частичных изображений. Запись цветовой информации об объектах съёмки происходит напрямую за счёт интерференции световых волн внутри желатиносеребряного светочувствительного материала с толстой панхроматической эмульсией. Последняя помещается на зеркальной поверхности, полностью отражающей падающий на неё свет обратно в светочувствительный слой. В качестве такой поверхности использовался слой ртути, наливаемый между фотопластинкой и стенкой специальной кассеты. Интерференция падающего и отражённого световых потоков приводит к образованию стоячих волн в эмульсионном слое. После лабораторной обработки в фотоэмульсии образуются микроскопические слои металлического серебра, соответствующие расположению стоячих волн, зависящему от спектрального состава экспонирующего излучения. Толщина слоёв составляет половину длины волны экспонирующего излучения, поэтому разрешающая способность фотоэмульсии должна быть очень высокой. Размер микрокристаллов серебра первых липпмановских пластинок не превышал 0,04 микрона.
При освещении проявленной пластинки белым светом происходит интерференционное выделение света той длины волны, которая и создала соответствующее распределение почернений. Другими словами, эффективно отражаются только волны той же длины, что и у экспонирующего света, а все остальные ослабляются или гасятся. Поэтому спектральный состав излучения, отражаемого проявленной фотопластинкой, полностью совпадает со спектральным составом света, попавшим на неё в момент съёмки. При этом позитивное изображение образуется непосредственно в фотоматериале, на который производилась съёмка. Цветопередача, получаемая в результате процесса Липпмана, является физически точной (или «спектрально точной») в отличие от других способов цветовоспроизведения, основанных на метамерии человеческого зрения, и способных обеспечивать лишь физиологическую точность. 
В общей теории своего процесса, за которую в 1908 году был удостоен Нобелевской премии по физике, Липпман фактически доказал, что при интерференции происходит обратное преобразование Фурье.

## Достоинства и недостатки
Липпмановский метод цветной фотографии обеспечивает точность цветопередачи, достаточную даже для спектрометрии излучения объекта съёмки. Однако, специальные беззернистые эмульсии, необходимые для регистрации волновой картины, обладают очень низкой светочувствительностью, требуя длинных выдержек даже на ярком солнечном свете. Рассматривание готового снимка также сопряжено с определёнными трудностями, поскольку изображение различимо только под определённым углом, как у дагеротипа. Кроме того, тиражирование липпмановских фотографий в оригинальном виде невозможно, что делает их непригодными для использования в издательском бизнесе. Каждая фотопластинка уникальна и увеличение или уменьшение размеров изображения также недоступны. Позднее незначительно видоизменённая версия процесса использовалась для цветной голографии по методу Юрия Денисюка. Современные энтузиасты альтернативных фотопроцессов используют технологию Липпмана, создавая цветные снимки на беззернистых голографических фотопластинках.